# Parafia św. Stanisława w Żytowiecku
Parafia św. Stanisława w Żytowiecku – parafia rzymskokatolicka, znajdująca się w archidiecezji poznańskiej, w dekanacie krobskim.